# Січень 2012
Сі́чень 2012 — перший місяць 2012 року, що розпочався в неділю 1 січня та закінчився у вівторок 31 січня.

## Події
- 1 січня
  - Помер Киро Глигоров — перший президент Північної Македонії.

- 9 січня

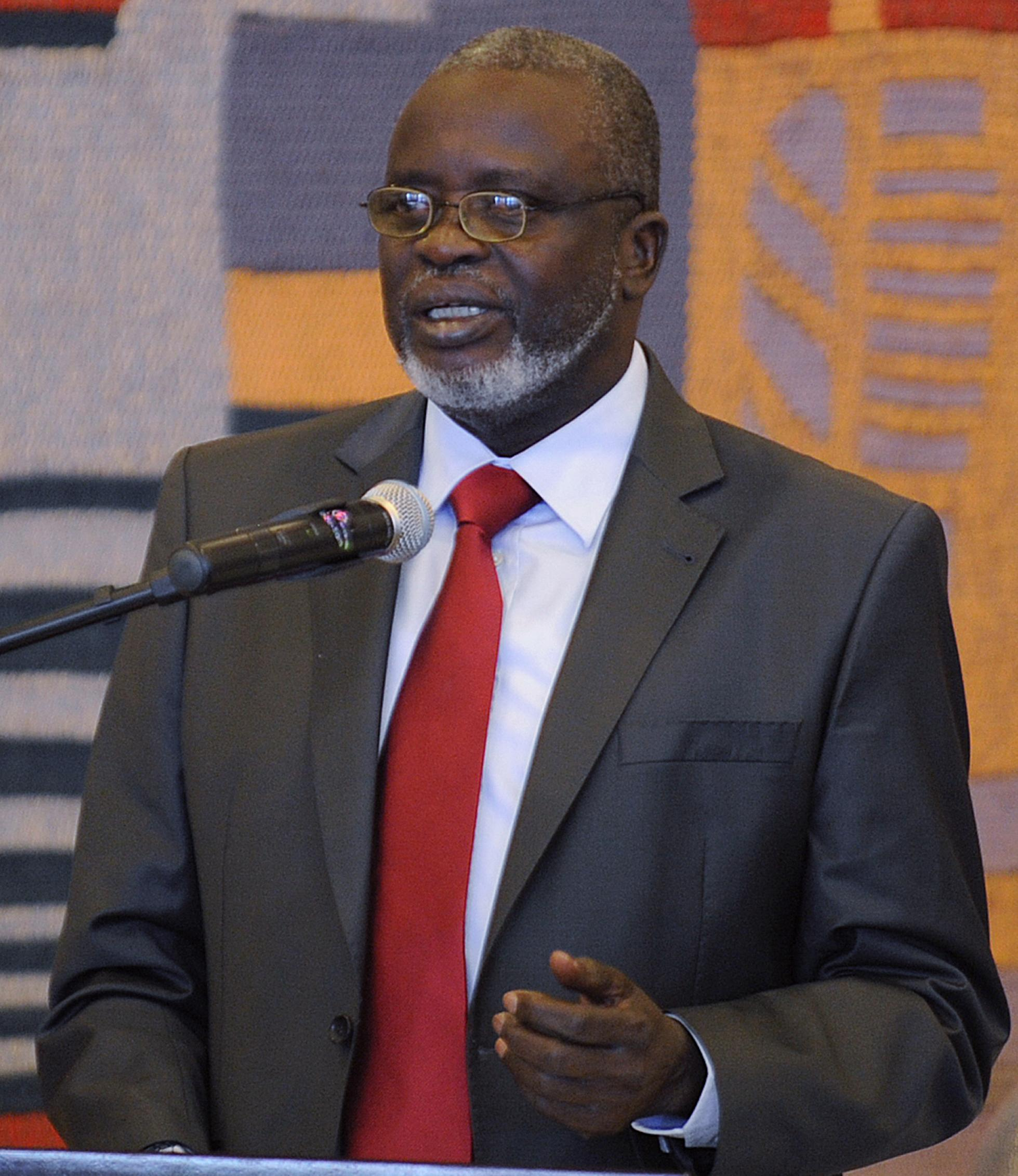
Малам Бакай Санья

  - Ліонель Мессі втретє поспіль став володарем Золотого м'яча.[1]
  - Польський полковник Миколай Пшибил здійснив спробу самогубства в перерві під час прес-конференції, яку було проведено з приводу звинувачень Генеральної Прокуратури Польщі у незаконному прослуховуванні журналістів, що висвітлюють розслідування смоленської трагедії.[2]
  - Помер Малам Бакай Санья — на той час чинний президент Гвінеї-Бісау.[3]
- 11 січня
  - Україна офіційно визнала незалежність Південного Судану.[4]

- 13 січня

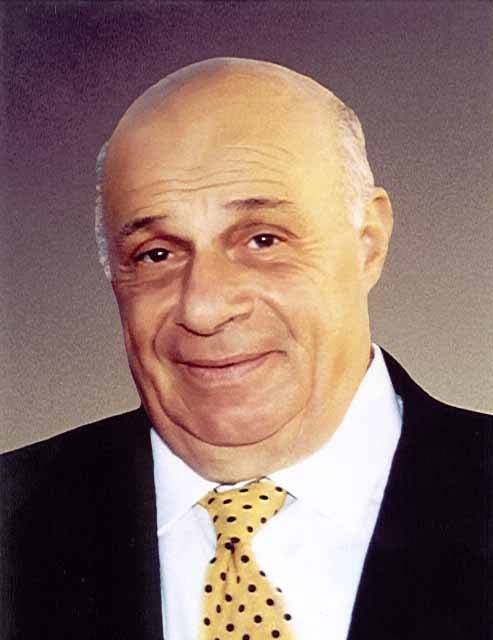
Рауф Денкташ

  - Рейтингове агентство Standard & Poor's знизило кредитні рейтинги дев'яти країн Єврозони, зокрема Франція і Австрія втратили свої еталонні рейтинги AAA.[5]
  - В австрійському Інсбруку розпочалися Перші Зимові юнацькі Олімпійські ігри.[6]
  - Помер Рауф Денкташ — перший президент Північного Кіпру.

- 14 січня

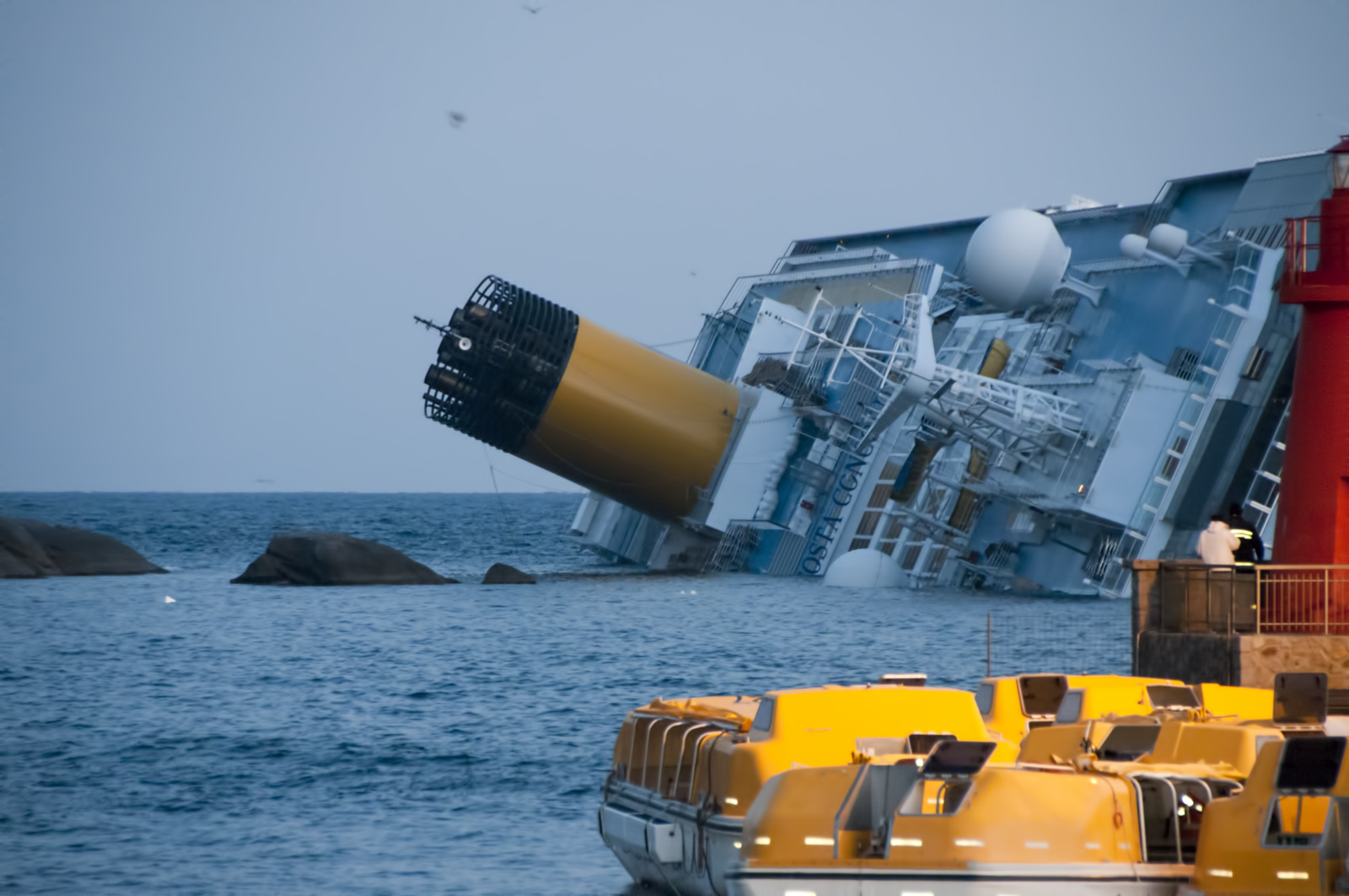
Costa Concordia після аварії.

  - Біля західних берегів Італії біля острова Джильо налетів на кам'яний риф і перекинувся круїзний лайнер Costa Concordia, на судні перебувало 3200 пасажирів і 1023 члени команди, троє загинули.[7]
- 15-16 січня
  - Парламентські вибори в Республіці Казахстан
- 16 січня
  - На чемпіонаті України зі стрільби з лука в приміщенні чоловіча збірна Львівської області встановила рекорд світу — 239 з 240 можливих очок.[8]
- 17 січня
  - Англійська Вікіпедія буде тимчасово відімкнена на добу 18 січня 2012 року на знак протесту проти законопроєкту Stop Online Piracy Act (SOPA або H.R. 3261), внесеного на розгляд Палати представників США, що розширює повноваження виконавчої влади та правовласників у сфері дотримання авторських прав в Інтернеті.[9]
- 20 січня
  - Сенат США відклав голосування щодо закону про захист інтелектуальної власності[10]
- 22 січня
  - На референдумі громадяни Хорватії висловилися за приєднання до Євросоюзу.[11]
- 23 січня
  - Країни Євросоюзу впровадили ембарго на імпорт нафти з Ірану і заморозили європейські активи іранського Центробанку.[12]
- 26 січня
  - Парламентська асамблея Ради Європи ухвалила резолюцію щодо України, в якій розглядається можливість застосування санкцій проти України в разі, якщо українська влада не дослухається до рекомендацій моніторингового комітету ПАРЄ, висловлених в резолюції.[13][14]
- 29 січня
  - У швейцарському Давосі розпочався щорічний Всесвітній економічний форум.[15][16]
- 31 січня
  - 433 Ерос, другий за розміром навколоземний об'єкт, пролетів повз Землю.[17]
  - У рамках розслідування кримінальної справи МВС закрило файлообмінник ex.ua.[18]